# Mačevac
Mačevac (en serbe cyrillique : Мачевац) est un village de Serbie situé dans la municipalité de Svilajnac, district de Pomoravlje. Au recensement de 2011, il comptait 164 habitants.

## Démographie
| 1948 | 1953 | 1961 | 1971 | 1981 | 1991 | 2002 | 2011 |
| ---- | ---- | ---- | ---- | ---- | ---- | ---- | ---- |
| 400  | 397  | 408  | 411  | 394  | 355  | 217  | 164  |

|  |